# Euphorbia bupleurifolia
Euphorbia bupleurifolia es una especie fanerógama perteneciente a la familia Euphorbiaceae. Es endémica de Sudáfrica.

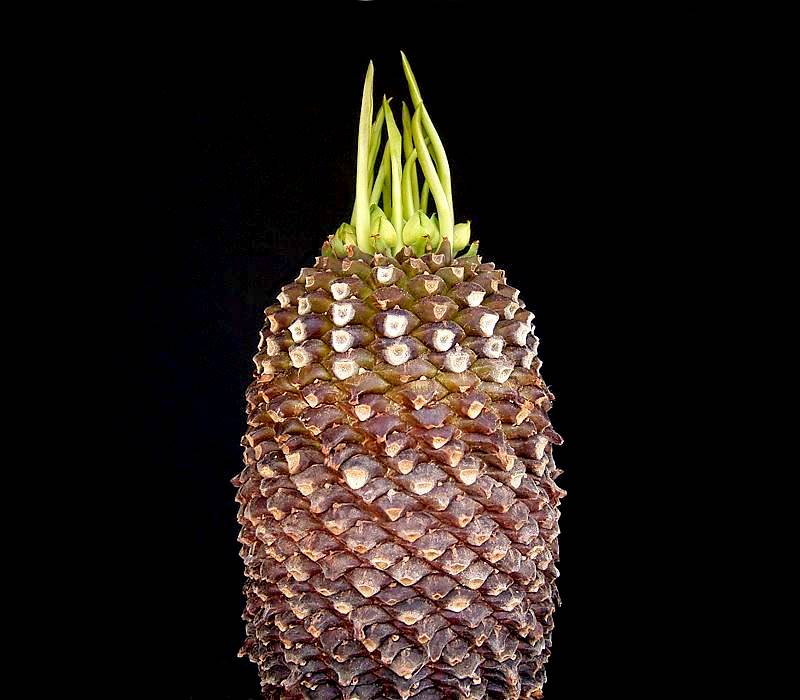
Vista de la planta

## Descripción
Es una especie con el tallo coronado por largas hojas verdes. Es una planta unisexual, con los tallos subglobosos, cilíndricos o obovoides, que alcanza un tamaño de 3 a 25 cm por encima del suelo, con tubérculos, de color café o de marrón-verde; las hojas en un penacho en el ápice del tallo, espatuladas -lanceoladas, agudas, disminuyendo en un peciolo bastante largo, enteramente glabro, las hojas caducas; las inflorescencia en pedúnculos solitarios en las axilas de las hojas, lleva un par de brácteas el involucro y una en el ápice. El fruto es una cápsula.

## Taxonomía
Euphorbia bupleurifolia fue descrita por Nikolaus Joseph von Jacquin y publicado en Plantarum Rariorum Horti Caesarei Schoenbrunnensis 1: 55. 1797.
Etimología
Euphorbia: nombre genérico que deriva del médico griego del rey Juba II de Mauritania (52 a 50 a. C. - 23), Euphorbus, en su honor – o en alusión a su gran vientre – ya que usaba médicamente Euphorbia resinifera. En 1753 Carlos Linneo asignó el nombre a todo el género.
bupleurifolia: epíteto latino que significa "con hojas similares a las del género Bupleurum".
Sinonimia
- Tithymalus bupleurifolius (Jacq.) Haw. (1812).
- Euphorbia proteifolia Boiss. in A.P.de Candolle (1862).[6][7]